# Blank Page
«Blank Page» (en español: «Página en Blanco») es una balada de la cantante estadounidense Christina Aguilera, para su quinto álbum de estudio Lotus. La canción fue escrita por Sia Furler y Chris Braide, producida por el último, Christina Aguilera ayudó a co-escribirla. La revista estadounidense Billboard le dio muy bien recibimiento elogiando la manera de interpretar la canción y a la voz de Aguilera.
La canción se estrenó sorpresivamente días antes del lanzamiento del álbum, a través de la cuenta oficial de VEVO en YouTube de la cantante; con la publicación de la canción, el nombre «Blank Page» llegó ser tendencia del momento en la red social Twitter, Christina también publicó el audio de la canción en su cuenta de Facebook y Twitter. Cabe mencionar que ya había trabajado con anterioridad con Sia Furler para las baladas de «You Lost Me» y «All I Need» incluidas en su cuarto álbum de estudio Bionic, aunque la última nunca logró ser sencillo oficial del álbum.
Tras el lanzamiento de Lotus, «Blank Page» debutó en la lista Gaon Chart de Corea del Sur en el número 53 en la semana del 11 hasta 17 de noviembre de 2012, debido a las ventas de descargas digitales de 4 299.

## Antecedentes

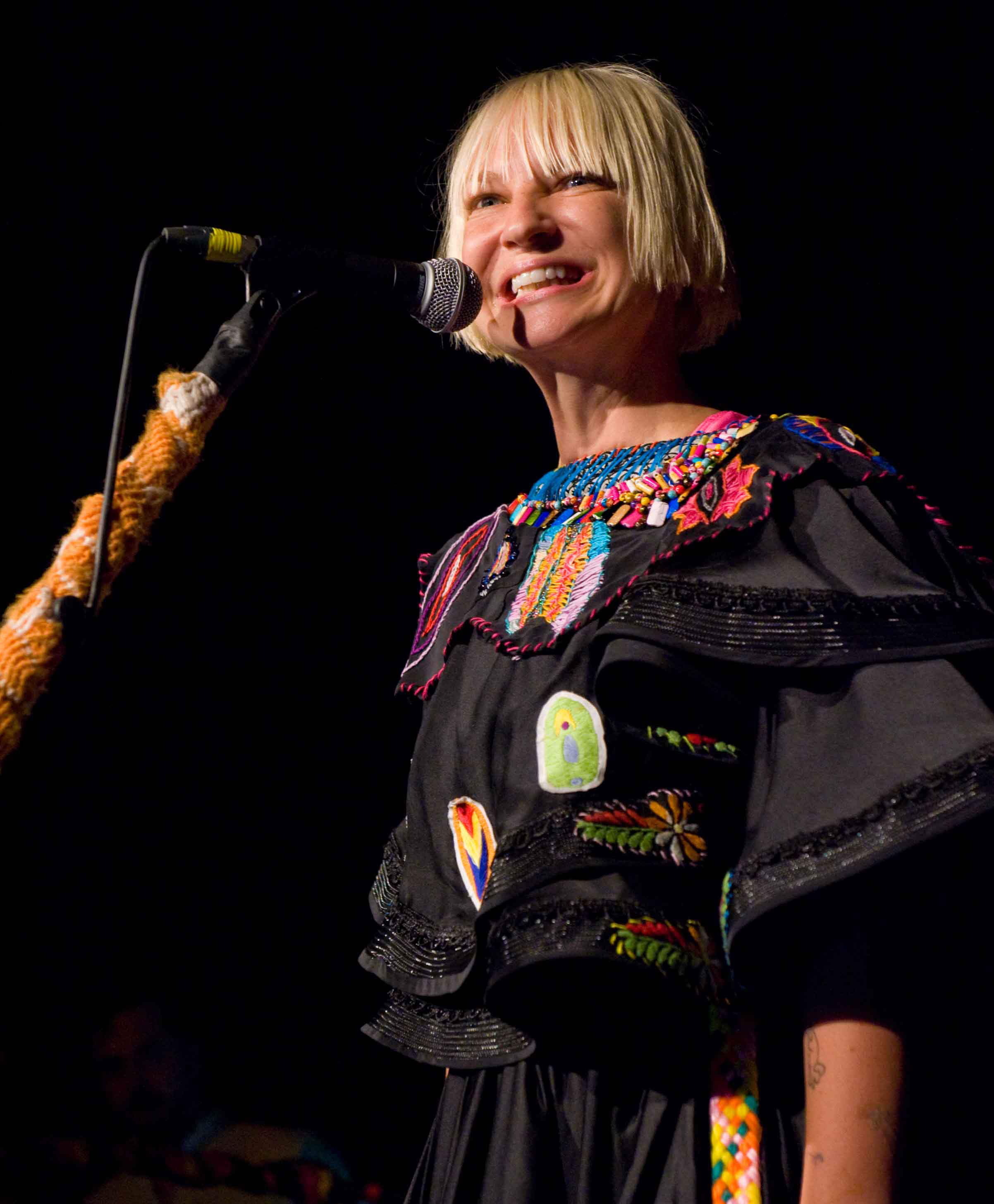
Sia es la tercera vez que participa en un álbum de Aguilera, el primero con Bionic en las canciones You Lost Me y All I Need. La segunda fue Burlesque en la canción nominada al Premios Globo de Oro Bound to You

Después de su cuarto álbum de estudio Bionic (2010), Aguilera se divorció de su esposo Jordan Bratman, protagonizó su primer largometraje titulado Burlesque y grabó la banda sonora de la misma, se convirtió en entrenador en The Voice y colaboró con Maroon 5 en la canción «Moves like Jagger» (2011) que pasó cuatro semanas en el número 1 en los Estados Unidos de la lista Billboard Hot 100 y vendió 5,9 millones de copias, según Nielsen SoundScan. Después de estos hechos, anunció planes para grabar un nuevo álbum, declarando que la calidad es más importante que la cantidad y que ella quería encontrar "personales" canciones. Durante un Q&A que dio Aguilera en Twitter para descifrar la informaron de su álbum mencionó que traía baladas muy poderosas y diciendo "que no podría realizar un álbum sin ellas."
Durante los últimos días de octubre y primeros días de noviembre salieron a la luz algunos previews de 30 segundos de canciones del álbum, entre ellas «Blank Page», y el 3 de noviembre salió la canción completa a través de la cuenta de VEVO en Youtube de la cantante. Se dice algunos rumores que la canción estaba a punto de ser para la cantante Leona Lewis, pero Sia Furler decidió que fuera para Aguilera quien ayudando a coescribir la canción.

### Composición
Aguilera había mencionado que trabajaría con Sia Furler para una nueva canción que ya había trabajado con anterioridad con ella misma con la balada You Lost Me, pero decidieron grabar otra balada para este nuevo material discográfico con la ayuda de Chris Braide quién fue el que produjo la canción.

### Desarrollo
Es la tercera vez que Aguilera trabaja con Sia Furler en un álbum. Sia ya había trabajado con Aguilera en su álbum del 2010 en Bionic, en las canciones «You Lost Me» y «I Am», y más tarde en la banda sonora de la película Burlesque en la pista «Bound to You». En una entrevista con VEVO Noticias, Christina comentó acerca de su colaboración, afirmando que "Sia y siempre he hecho colaboraciones increíbles juntos, ella trabajó conmigo en la banda sonora de la película 'Burlesque', que nos dieron una candidatura en los Globo de Oro, también hicimos un montón de trabajo en mi álbum Bionic, que era tan sentimental, íntima y vulnerable sentimiento, y eso es lo que me gusta de trabajar con ella ". Mientras asistía a la película Billboard & Conference Music TV, Aguilera dijo Sia que es una de sus personas favoritas para trabajar, porque "ella es un compositor maravilloso, simplemente escribe baladas increíbles y hermosos, ahora ella está haciendo su nombre por sí misma en una escala más en el extranjero comercial, con más danza cosas-conducido, y es inspirador estar alrededor de una persona real, creativa ".
En cuanto al contenido de las letras, Aguilera dijo que, "Mucha gente ha dicho que" Página en blanco "es su favorita del disco y entiendo que todo el que la escucha, probablemente tiene su propia historia personal y puede relacionarse con esta canción es una forma ". En un evento de presentación del álbum, Aguilera que la canción le recuerda a uno de los anteriores baladas poderosas " hermoso ". Se observó además

"Es casi una reminiscencia a mí de la calidad de la canción, para mí, eso es tan vulnerable y tan enriquecedor como mi canción «Beautiful», pero de una manera relación. Y se trata de estar bien con decir que lo sientes y el hecho de que usted pueda tener remordimientos, pero se trata de encontrar el cierre y hacer la paz con uno mismo y la situación. La canción es una especie de centro del disco."
Christina Aguilera.

## Recepción

### Publicación
El audio de la canción se subió a la cuenta de VEVO de la cantante el 3 de noviembre, Aguilera también publicó el audio en su cuenta de Facebook y Twitter. La revista Billboard le dio muy bien recibimiento, elogiando la poderosa voz Christina Aguilera y la manera de interpretarla, argumentando:

Uno de los momentos más efectivos en la balada viene cuando Aguilera baja la voz atronadora de un delicado susurro casi-, proponiendo a su víctima: 
"Let our hearts stop and beat as one together; Let out hearts stop and beat as one forever." (en español- .Que nuestros corazones dejen de latir y latan como uno solo, vamos a empezar por nuestros corazones y que haya un solo latir para siempre).
Billboard.

### Comercial
Tras el lanzamiento de Lotus, "Blank Page" debutó en la lista Gaon Chart de Corea del Sur en el número 53 en la semana del 11 hasta 17 nov 2012, debido a las ventas de descargas digitales de 4 299.

## Presentaciones en vivo
Aguilera se presentó el 9 de enero en la ceremonia People's Choice Awards 2013 para interpretar «Blank Page», además recibió el premio especial «The Voice of People» (en español: La Voz del Pueblo) en dicha ceremonia por sus más de diez años de carrera.
Según una fuente de la revista Estados Unidos, "Ella era muy emocional. La canción está a punto de cometer errores y darse cuenta de que no puede volver, pero se puede empezar de nuevo con una pizarra en blanco. Christina expresa a sí misma a través de sus canciones y esta es muy emocional", continuó la fuente. "Este año es un nuevo comienzo para ella y ella está emocionada". Otra fuente dijo que Aguilera estaba "llorando" durante los ensayos e incluso tuvo la audiencia llorando mientras ensayaba su canción emocional.
Amy Sciarretto de Crush Pop percibe que "Fue una actuación sencilla y sin trabas, que permitió que la voz de Xtina (Christina Aguilera) llamó la atención de todas las personas en el auditorio. Aunque su voz era un poco tensa, todavía sonaba mejor que la mayoría en su mejor día. Lauren Moraski de CBS News llama un "desgarradora interpretación". Tanya Rad de KIIS-FM escribió que la actuación le dio escalofríos, señalando que "Este es un hermoso y poderosa canción Estoy tan contenta que elegimos este tema para llevar a cabo ayer por la noche!".

## Listas de popularidad 2012
| País          | Lista | Posición más alta |
| ------------- | ----- | ----------------- |
| Corea del Sur | Gaon  | 53                |